# مايك دافنبورت
مايك دافنبورت (بالإنجليزية: Mike Davenport)‏ هو موسيقي أمريكي، ولد في 13 سبتمبر 1968.

## وصلات خارجية
- مايك دافنبورت على موقع ميوزك برينز (الإنجليزية)
- مايك دافنبورت على موقع ديسكوغز (الإنجليزية)